# Апатораптор
Апатораптор — рід динозаврів з родини ценагнатид пізньої крейди Північної Америки. Відомий з одного неповного скелета та описаного виду — Apatoraptor pennatus. Згідно з філогенетичним аналізом вважається родичем американському Leptorhynchos та азійським Elmisaurus.

## Етимологія
Назва Apatoraptor походить від грецької богині зради Апатії і латинського слова «хижий птах» або «грабіжник», «злодій». Епітет pennatus означає «пернатий», «одягнений» і відноситься до слідів пір'я, знайдених на ліктьовій кістці останків динозавра.

## Викопний матеріал
Голотип (TMP 1993.051.0001) являє собою частковий скелет: в тому числі права кістка неба, майже повна ліва і права частини щелепи роз'єднані, вузький лівий і правий хребетні сегменти руху й інші хребці — шийні та спинні, фрагментарний лівий і повний правий плечовий пояс, праву панель моста, права передня кінцівку, гастралію, фрагмент правої стегнової кістки. Інші фрагменти кісток: стегнова, велика та мала гомілкові кістки.

## Відкриття та опис
Останки, виявлені в провінції Альберта в 1993 році. Спочатку їх було включено до відносно загальної групи орнітомімідів. Тільки у 2013 році було висловлено думку про те, що апараптори є окремим родом Epichirostenotes. У 2016 році, два палеонтологи, Грегорі Фанстон і Філіп Каррі зробили офіційний опис, та визначили апатораптора як новий вид динозавра.

## Зовнішній вигляд
Апатораптори були загалом схожими на інших своїх родичів, таких як Anzu і Caenagnathus. Подібно до них, цей динозавр був двоногим, птахоподібним тероподним динозавром з відносно маленькою головою з беззубим дзьобом. Шия була довгою і складалася, принаймні з одинадцять високих спневматизованих кіл сіамських шийних ребер. Від інших овірапторів відрізняють його горбаті хребти на ребрах. Передні кінцівки з добре розвиненою мускулатурою і ліктьові знайдені структури, як отвори, в яких закладені стержні пір'я у сучасних птахів. На думку авторів описують, пір'я, ймовірно, використовувалися для показу. Унікальна особливість апатораптора — коротка перша п'ясткова кістка і протягнуті фаланги першого пальця.

## Палеоекологія
Apatoraptor жив в болотистих областях сучасної провінції Альберта поряд з багатьма іншими динозаврами, такими як ornitomimidy, гадрозаври, цератопси, анкілозаври та інші численні хижаки. Перед ними, ймовірно, самим він втік. Apatoraptor міг харчуватися ракоподібними, амфібіями, іншими дрібними тваринами та рослинами.

## Список видів
| Apatoraptor | Funston i Currie, 2016 |
| A. pennatus | Funston i Currie, 2016 |